# Häsewig
Häsewig ist ein Ortsteil der Gemeinde Rochau im Landkreis Stendal in Sachsen-Anhalt.

## Geographie
Das altmärkische Häsewig, ein Straßendorf mit Kirche, liegt 12 Kilometer nordwestlich von Stendal.
Nachbarorte sind Rochau im Westen, Ziegenhagen im Norden, Klein Schwechten im Osten und Groß Schwechten im Süden.

### Ortsteilgliederung
Zum Ortsteil Häsewig gehört neben dem Dorf Häsewig der Wohnplatz Alte Ziegelei.

## Geschichte

### Mittelalter bis Neuzeit
Im Jahre 1183 wird Hesewigo capellano als Zeuge in einer Urkunde benannt.
Erstmals erwähnt wurde Häsewig als Ort im Jahre 1200 als Hesewigk und Hesewic in einer Urkunde über die Gründung und Ausstattung der Kirche des Klosters Krevese, ausgestellt von Bischof Gardolf von Halberstadt. Im Jahre 1282 ist Häsewig ein Dorf, die villa Heswich, 1345 heißt es hesewick. Im Landbuch der Mark Brandenburg von 1375 wird das Dorf als Hesewik und Hesewick aufgeführt, 1687 Hesewig und 1804 heißt das Dorf Häsewig.
Bei der Bodenreform wurden 1945 ermittelt: 11 Besitzungen unter 100 Hektar hatten zusammen 404 Hektar und eine Kirchenbesitzung hatte einen Hektar. Es meldeten sich 14 Bodenanwärter. Im Jahre 1953 entstand die erste Landwirtschaftliche Produktionsgenossenschaft vom Typ III, die LPG „Tag der Befreiung“.

### Eingemeindungen
Häsewig gehörte bis 1807 zum Stendalischen Kreis der Mark Brandenburg in der Altmark. Zwischen 1807 und 1813 lag es im Kanton Schinne auf dem Territorium des napoleonischen Königreichs Westphalen. Nach weiteren Änderungen gehörte die Gemeinde zum Kreis Stendal, dem späteren Landkreis Stendal.
Am 25. Juli 1952 wurde Häsewig in den Kreis Osterburg umgegliedert. Am 1. April 1959 wurde die Gemeinde Ziegenhagen nach Häsewig eingemeindet. Am 1. Januar 1974 wurde die Gemeinde Häsewig in die Gemeinde Klein Schwechten eingemeindet. Seit dem 1. Januar 2011 gehört der Ortsteil Häsewig schließlich zur Gemeinde Rochau, da Klein Schwechten per Gesetz nach Rochau eingemeindet wurde.

### Einwohnerentwicklung
| Jahr | Einwohner |
| ---- | --------- |
| 1734 | 70        |
| 1772 | 54        |
| 1790 | 62        |
| 1798 | 66        |
| 1801 | 65        |
| 1818 | 66        |
| 1840 | 73        |
| 1864 | 74        |

| Jahr | Einwohner |
| ---- | --------- |
| 1871 | 69        |
| 1885 | 70        |
| 1892 | [00]79    |
| 1895 | 65        |
| 1900 | [00]063   |
| 1905 | 069       |
| 1910 | [00]063   |
| 1925 | 076       |

| Jahr | Einwohner |
| ---- | --------- |
| 1939 | 089       |
| 1946 | 140       |
| 1964 | 174       |
| 1971 | 170       |
| 2014 | [00]066   |
| 2015 | [00]059   |
| 2017 | [00]059   |
| 2018 | [00]056   |

| Jahr | Einwohner |
| ---- | --------- |
| 2020 | [00]61    |
| 2021 | [00]56    |
| 2022 | [0]69     |
| 2023 | [0]67     |

Quelle bis 1971, wenn nicht angegeben:

## Religion
- Die evangelische Kirchengemeinde Häsewig mit der Filialkirche Häsewig gehörte früher zur Pfarrei Groß Schwechten.[18] Sie wird heute betreut vom Pfarrbereich Klein Schwechten im Kirchenkreis Stendal im Bischofssprengel Magdeburg der Evangelischen Kirche in Mitteldeutschland.[19]
- Die ältesten überlieferten Kirchenbücher für Häsewig stammen aus dem Jahre 1804, ältere Angaben sind bei Groß Schwechten zu finden.[20]
- Die katholischen Christen gehören zur Pfarrei St. Anna in Stendal im Dekanat Stendal im Bistum Magdeburg.[21]

## Kultur und Sehenswürdigkeiten
- Die evangelische Dorfkirche Häsewig, eine Feldsteinkirche, ist eine Kreuzkirche aus der zweiten Hälfte des 12. Jahrhunderts, die etwas abseits des Dorfes auf eine Anhöhe steht.[22]
- Der Ortsfriedhof ist auf dem Kirchhof.

## Verkehr
- Direkt westlich des Dorfes verläuft die Bundesstraße 188.
- Es verkehren Linienbusse und Rufbusse von stendalbus.[23]
- Durch das Dorf führt der 57 Kilometer lange Elbe-Uchte-Radweg von Uchtspringe nach Groß Ellingen.[4]

## Sagen aus Häsewig

### Pfarrer spielt zum Tanz
In einer Chronik des Bistums Magdeburg wird im Jahre 1668 berichtet: „Vier Wochen nach dem Pfingstfest im Jahre 1202 saß in Hessewigk der Pfarrer Ludolphus mit den Dorfbewohnern zusammen und spielte zum Tanz, als er vom Blitzstrahl am rechten Arm getroffen wurde, ihm der Arm abgeschlagen wurde und 24 im Tanze begriffene Personen getötet wurden.“ Siehe auch Die Mordgrube zu Freiberg
Die Magdeburger Schöppenchronik (entstanden zwischen 1350 und 1372) überliefert diese Geschichte als „Wunderzeichen bei Stendal“ im Jahr 1203 aus Ossemer, das dem heutigen Schmoor entsprechen könnte. Andere Autoren verlegten die Geschichte nach Heeren.

### Der Teufel und die Kirche
Hanns H. F. Schmidt zitiert nach Alfred Pohlmann. Der Sage nach soll die Kirche in Häsewig früher mitten im Dorf gestanden haben. Da die Leute im benachbarten Ziegenhagen keine Kirche hatten, überredeten sie den Teufel, die Kirche zu ihnen zu bringen. Er legte sie sich auf den Rücken und schleppte sie fort. Als er an eine Anhöhe kam, wurde ihm die Last zu schwer und er warf die Kirche auf die Erde, wo sie heute noch steht. Andere berichten, dass ein alter Bauer die Kirche von Häsewig nach Ziegenhagen hat schleppen wollen. Ihm wurde die Last auch zu schwer, dass sie ihm auf der Anhöhe vom Buckel fiel.